# Олштин
Олштин (пољ. Olsztyn) град је у североисточној Пољској. Главни је град Варминско-мазурског војводства. У граду је 2008. живело 175.843 људи.
Град се налази на прузи Варшава-Калињинград. У околини града постоји петнаестак језера, што је значајна туристичка атракција.

## Историја
Олштин је настао као тврђава тевтонских витезова изграђена у периоду 1346—1353. По реци Але (пољско име Лина) добила је име Аленштајн. Област је припадала Краљевској Пруској са немачким становништвом (углавном протестанти) и под протекторатом пољског краља. Никола Коперник је овде био економ тврђаве између 1516. и 1521. Град је погодила шведска инвазија у другој половини 17. века и колера 1710. Пруско краљевство је присвојило ово место 1772. Тада је оно имало свега 1.772 становника. Од уједињења Немачке 1871. Аленштајн је био у провинцији Источна Пруска. После Првог светског рата, на плебисциту 1920. 97,8% становништва је гласало да остану у Немачкој. Град је освојила и уништила Црвена армија 22. јануара 1945. Од јануара до августа исте године протерано је све немачко становништво, а ту су се населиле пољске избеглице са истока. Град је променио име у Олштин.

## Географија
Олштин се налази у североисточном делу Пољске у регији познатој као „Хиљаду језера“.
Град се налази у региону језера, шуме и равнице. Постоји 15 језера унутар административних граница града (13 површине веће од 1 ха). Укупна површина језера у Олштину је око 725 ha, што чини 8,25% од укупне површине града.
| Р. бр. | Назив језера                          | Површина [ха] | Дубина максимална [м] |
| ------ | ------------------------------------- | ------------- | --------------------- |
| 1.     | Ukiel (Krzywe)                        | 412           | 43                    |
| 2.     | Kortowskie                            | 89,7          | 17,2                  |
| 3.     | Track (Trackie)                       | 52,8          | 4,6                   |
| 4.     | Сканда                                | 51,5          | 12                    |
| 5.     | Redykajny                             | 29,9          | 20,6                  |
| 6.     | Długie                                | 26,8          | 17,2                  |
| 7.     | Sukiel (Czarne)                       | 20,8          | 25                    |
| 8.     | Tyrsko (Gutkowskie, Zbzikowe, Żbik)   | 18,6          | 30,6                  |
| 9.     | Стари Двор                            | 6,0           | 23,3                  |
| 10.    | Siginek (Kopytko, Podkówka, Styginek) | 6,0           | нема података         |
| 11.    | Czarne                                | ok. 1,3       | нема података         |
| 12.    | Żbik                                  | ok. 1,2       | нема података         |
| 13.    | Pereszkowo (Pyszkowo)                 | ok. 1,2       | нема података         |
| 14.    | Мумел                                 | ok. 0,3       | ok. 2,5               |
| 15.    | Modrzewiowe                           | 0,25          | нема података         |

| Легенда | Легенда                      |
| ------- | ---------------------------- |
|         | језеро површине веће од 1 ха |
|         | језеро површине мање од 1 ха |

## Административна подела
Олштин је подељена у 23 округа, који имају чланове локалнуе управе. Они су најнижи ниво локалне власти.
| Округ               | Број становника | Површина | Густина насељености |
| ------------------- | --------------- | -------- | ------------------- |
| Brzeziny            | 1,456           | 2.25 km² | 647.1/km²           |
| Dajtki              | 5,863           | 7.5 km²  | 781.7/km²           |
| Generałów           | 6,500           | no data  | no data             |
| Grunwaldzkie        | 6,027           | 1.46 km² | 4.128,1/km²         |
| Gutkowo             | 2,256           | 7.2 km²  | 313.3/km²           |
| Jaroty              | 29,046          | 4.82 km² | 6.026,1/km²         |
| Kętrzyńskiego       | 7,621           | 4.83 km² | 1.577,8/km²         |
| Корморан            | 16,166          | 1.1 km²  | 14.696,4/km²        |
| Kortowo             | 1,131           | 4.22 km² | 268/km²             |
| Kościuszki          | 6,704           | 1.18 km² | 5.681,4/km²         |
| Likusy              | 2,286           | 2.1 km²  | 1.088,6/km²         |
| Mazurskie           | 4,615           | 5.98 km² | 771.7/km²           |
| Nad Jeziorem Długim | 2,408           | 4.23 km² | 569.3/km²           |
| Nagórki             | 12,538          | 1.69 km² | 7.418,9/km²         |
| Pieczewo            | 10,918          | 2.24 km² | 4.874,1/km²         |
| Podgrodzie          | 11,080          | 1.35 km² | 8.207,4/km²         |
| Podleśna            | 10,414          | 9.93 km² | 1.048,7/km²         |
| Pojezierze          | 13,001          | 2.39 km² | 5.439,7/km²         |
| Redykajny           | 1,555           | 6.1 km²  | 254.9/km²           |
| Śródmieście         | 3,448           | 0.58 km² | 5.944,8/km²         |
| Wojska Polskiego    | 6,759           | 5.03 km² | 1.343,7/km²         |
| Zatorze             | 6,988           | 0.45 km² | 15.528,9/km²        |
| Zielona Górka       | 1,015           | 6.44 km² | 157.6/km²           |

У Олштину, постоји 17 мањих насеља, без чланова савета локалне управе. Они нису званична административна подела, али су изоловане (на пример, због своје локације) и њихово име често користи од стране локалног становништва: Jakubowo, Karolin, Kolonia Jaroty, Kortowo II, Łupstych, Mleczna, Niedźwiedź, Piękna Góra, Podlesie, Pozorty, Skarbówka Poszmanówka, Słoneczny Stok, Stare Kieźliny, Stare Miasto, Stare Zalbki, Стари Двор, Track, Zacisze, Tęczowy Las.

## Демографија
| 1950.  | 1980.   | 2010.   | 2012.   |
| ------ | ------- | ------- | ------- |
| 67.800 | 133.300 | 176.463 | 174.641 |

## Партнерски градови
- Шатору
- Офенбург
- Калињинград
- Гелзенкирхен
- Луцк